# Béalcourt
Béalcourt település Franciaországban, Somme megyében. Lakosainak száma 119 fő (2022. január 1.). Béalcourt Beauvoir-Wavans, Frohen-sur-Authie, Heuzecourt, Le Meillard és Saint-Acheul községekkel határos.

## Népesség
A település népességének változása:
| Lakosok száma | 105  | 103  | 104  | 104  | 105  | 105  | 112  | 119  |
|               | 2013 | 2015 | 2017 | 2018 | 2019 | 2020 | 2021 | 2022 |